# Wit-Rusland op het Türkvizyonsongfestival
Wit-Rusland neemt sinds de eerste editie in 2013 deel aan het Türkvizyonsongfestival. Het land heeft in totaal 3 keer deelgenomen aan het festival.

## Geschiedenis

### 2013
Wit-Rusland was een van de 25 deelnemende landen en regio's aan het eerste Türkvizyonsongfestival in 2013. De Wit-Russische omroep besloot intern te bepalen welke artiest naar het Turkse Eskişehir zou gaan. De keuze viel op Goenesj Abbasova met het nummer Son hatıralar. In Turkije moesten alle landen eerst aantreden in de halve finale. Deze werd overleefd waardoor Abbasova twee dagen later mocht optreden in de finale. Hierin was Wit-Rusland als tweede aan de beurt. Abbasova kreeg 205 punten en finishte daarmee tweede. Ze strandde hiermee op 5 punten van de overwinning, die ging naar Farid Hasanov uit Azerbeidzjan.
Het jaar nadien was Wit-Rusland afwezig op het festival. De omroep gaf geen reden hiervoor.

### 2015
Ook in 2015 besloot de Wit-Russische omroep om geen deelnemer naar het festival te sturen. Echter, na aandringen van Goenesj Abbasova, die Wit-Rusland nog vertegenwoordigde op het eerste festival, werd teruggekomen op deze beslissing en meldde de omroep Wit-Rusland toch nog aan voor deelname. Opnieuw werd intern gekozen welke artiest naar Istanboel mocht gaan. Ditmaal viel de keuze op Aleksandra Kazımova. 
Voor het eerst was er geen halve finale op het Türkvizyonsongfestival, maar traden alle 21 deelnemers aan in één grote finale. Wit-Rusland was als vierde aan de beurt, na de inzending van Azerbeidzjan en voor Bosnië en Herzegovina. In tegenstelling tot de vorige deelname verging het de Wit-Russen veel minder: Kazımova kreeg 126 punten en eindigde slechts als 20ste, en voorlaatste. Opvallend is dat de inzending van Oezbekistan, die laatste eindigde, dezelfde titel had als die van Wit-Rusland.

### 2016
De Wit-Russische omroep maakte al snel bekend dat het land ook zou deelnemen aan de vierde editie in 2016 dat opnieuw in Istanboel georganiseerd zou worden. Begin december werd het festival echter verplaatst naar maart 2017 en zou de organisatie in handen komen van de Kazachse omroep. Uiteindelijk werd ook deze datum verschoven naar september 2017 en uiteindelijk geannuleerd. De omroep had Svetlana Agarval reeds intern geselecteerd om het land te vertegenwoordigen.

### 2020
Bij het festival in 2020 was Wit-Rusland opnieuw van de partij. Wegens de korte inschrijfdeadline werd besloten om geen nationale finale te organiseren, maar om de inzending intern te kiezen. De keuze viel op Svetlana Agarval, die na de geannuleerde editie van 2016 dus opnieuw de kans kreeg om haar vaderland te vertegenwoordigen, en haar lied Məni anla. Omwille van de coronapandemie vond het festival online plaats en moesten alle deelnemers hun inzending op voorhand opnemen. Agarval kwam als 18de aan de beurt en eindigde op de 23ste plaats.

## Wit-Russische deelnames
| Jaar | Artiest             | Titel         | Fin. | Ptn. | Semi | Ptn. | Taal           |
| ---- | ------------------- | ------------- | ---- | ---- | ---- | ---- | -------------- |
| 2013 | Goenesj Abbasova    | Son hatıralar | 2    | 205  | -    | -    | Turks          |
| 2015 | Aleksandra Kazımova | Azadlıq       | 20   | 126  |      |      | Azerbeidzjaans |
| 2020 | Svetlana Agarval    | Məni anla     | 23   | 166  |      |      | Azerbeidzjaans |

| Kleur | Betekenis      |
| ----- | -------------- |
|       | Eerste plaats  |
|       | Tweede plaats  |
|       | Derde plaats   |
|       | Laatste plaats |
|       | Gastland       |